# Paul Kavanagh
Paul Kavanagh é um especialista em efeitos especiais britânico. Como reconhecimento, foi nomeado ao Oscar 2010 na categoria de Melhores Efeitos Visuais por Star Trek.